# I Want to Be a Soldier
I Want to Be a Soldier è un film del 2010 diretto da Christian Molina, presentato al Festival del Cinema di Roma.
Il film è uscito in Italia il 14 ottobre 2011.

## Trama
Alex è un ragazzino e da grande vuole fare l'astronauta. Ha un amico immaginario: il Capitano Harry. Quando la madre partorisce due gemelli Alex si sente messo da parte e il suo amico immaginario si sdoppia in un Capitano militare: il Capitano Custer. Alex chiede al padre di farsi mettere in camera una televisione e il padre accetta. Alex inizia così a vedere programmi di guerra, telegiornali, film di guerra, e questo influisce profondamente sul suo subconscio. Decide allora di fare il soldato, non tanto per servire la sua patria ma per imporsi sugli altri.
Dopo qualche giorno Alex comincia a riempire la sua camera di cimeli di guerra, alcuni di richiamo nazista, e si taglia i capelli come un marine. Dopo qualche tempo a scuola ruba un pulcino ad un compagno e lo brucia. La professoressa parla con i genitori di Alex e questi vengono mandati da uno psicologo, che prende personalmente in cura Alex. Il suo comportamento migliora finché gli amici non cominciano a prendere di mira proprio lui.
Dopo aver compreso di essere stato messo da parte ritorna alla propria indole. Il cambiamento sarà irreversibile e la situazione peggiora quando i genitori decidono di separarsi: Alex accusa il padre (aveva infatti scoperto che aveva l'amante) e i due gemelli, verso i quali prova un odio profondo, arrivando al punto di tentare di ferirli, mostrando così la sua pericolosa instabiltà mentale.
Qualche giorno dopo Alex picchia un ragazzino nei bagni della scuola. Appaiono alle sue spalle i due amici immaginari che questa volta lo rimproverano: persino il Capitano Custer gli rinfaccia di essere soltanto un ragazzino e di non essere in un film. Nel frattempo sopraggiunge il fratello del ragazzo che Alex sta picchiando. I due cominciano a picchiarsi e alla fine Alex viene ucciso.

## Riconoscimenti
- 2010 - Festival Internazionale del Film di Roma
  - Marc'Aurelio d'Argento Alice nella città